# Life or Something Like It
Life or Something Like It (Siete días y una vida en España y Una vida en siete días en Hispanoamérica) es una película del género comedia romántica de 2002, dirigida por Stephen Herek. La película se centra en la vida de una reportera de televisión llamada Lani Kerrigan e interpretada por Angelina Jolie, y en su búsqueda para encontrarle sentido a su vida. La banda sonora fue compuesta por Anthony Torrejón Siguenza.

## Trama
Lani García Jiménez (Angelina Jolie) es una exitosa reportera de televisión de Seattle. Al entrevistar a un autoproclamado profeta, Jack (Tony Shalhoub), le pregunta si realmente se puede predecir los resultados del fútbol. El profeta Jack predice los resultados del partido de fútbol, pero además le dice que granizará al día siguiente y que, ella va a morir en siete días, es decir, el jueves de la semana siguiente. Cuando sus dos primeras profecías se cumplen, Kerrigan entra en pánico y se reúne otra vez con Jack para pedir otra profecía y demostrar que está equivocado, y que ella morirá. Jack le dice que habrá un terremoto en San Francisco a las 9:06 a. m., podría haberse equivocado pero de nuevo, también se cumple. Ahora Lani García Jiménez se convence de que su muerte se acerca y se ve forzada a revaluar su vida.
El resto de la historia, que abarca la semana de la profecía, gira en torno a los intentos de introspección de Kerrigan. Ella busca consuelo en su novio, el famoso jugador de béisbol Cal Cooper (Christian Kane) y en su familia, pero no encuentra mucho. Su ambición de toda la vida, la de aparecer en la televisión, empieza a parecer un sueño lejano. En su desesperación, comete errores profesionales, pero termina por encontrar apoyo en una fuente poco probable, su archienemigo, el camarógrafo Pete Scanlon (Edward Burns), con quien una vez tuvo sexo casual, pero que le presenta a un nuevo enfoque a la vida. Pete le dice que debe vivir cada momento de su vida y hacer lo que siempre quiso hacer. Lanie sigue el consejo de Pete, se muda con él por un día y él le presenta a su hijo Tommy (Jesse James Rutherford) que vive con su madre, que está separada de Pete y que pasa todo el día junto a Tommy, pero aquella noche no duermen juntos por segunda vez. Al día siguiente, Lanie recibe una oportunidad para un trabajo que siempre había soñado en Nueva York, le pide a Pete que vaya con ella, pero él se niega y le dice que su apetito por el éxito y la fama no tendrá fin. Lanie, triste, se va de Nueva York. Pete conoce a Jack y le dice lo equivocado que está, como Lanie consiguió el trabajo que Jack había anunciado que no conseguiría. Pero Jack le explica que estaba en lo cierto puesto que Lanie nunca será capaz de conseguir el trabajo ya que se va a morir antes de que empiece. De nuevo, Jack predice la muerte de un famoso jugador de béisbol en un accidente de avión. Pete recibe la noticia de la muerte de una misma persona, cuya muerte fue anunciada por Jack, sino que intenta llamar a Lanie para advertirle. Pero cuando él no la alcanza, también vuela a Nueva York. Lanie, sin preocuparse por la profecía de Jack, entrevistas a su ídolo, la famosa personalidad de los medios Deborah Connors (Stockard Channing), que recibe gran audiencia televisiva. A Lanie le ofrecen una mejor oportunidad laboral, pero ella se niega, ya que ahora sabe lo que vale la pena en su vida y va donde Pete en Seattle. En la calle, un oficial de policía se mete en un conflicto con un hombre, que dispara una bala al aire. Pete trata de advertirle a Lanie en la calle, pero ella recibe un disparo en el fuego cruzado. Por suerte, Lanie sobrevive y Pete le dice en el hospital que él la ha amado desde la primera vez que la vio, Lanie dice que lo ama, también. Más tarde, Pete, Lanie y Tommy van a ver el partido de béisbol de Cal, donde Lanie (en una voz en off) le dice a los televidentes que una parte de ella ha muerto - la parte que no sabía cómo vivir una vida.

## Reparto
| Actor             | Interpretación      |
| ----------------- | ------------------- |
| Angelina Jolie    | Lani García jimenez |
| Edward Burns      | Pete Scanlon        |
| Tony Shalhoub     | El profeta Jack     |
| Christian Kane    | Cal Cooper          |
| James Gammon      | Pat Kerrigan        |
| Melissa Errico    | Andrea              |
| Stockard Channing | Deborah Connors     |
| Gregory Itzin     | Dennis              |
| Veena Sood        | Doctor              |
| Jesse Rutherford  | Tommy               |